# Rinkbandy
Rinkbandy er en variant af bandy, som spilles på en ishockeybane. 
Rinkbandy stammer fra Sverige i 1960'erne, hvor det oprindeligt blev kaldt hockeybockey. Da de indendørs ishockeyarenaer blev udbredte, blev det muligt for bandy-spillere at øve sig på isen i længere tid hvert år. Da bandybaner er større, blev de tidligere kun lavet udendørs om vinteren, når det ikke var nødvendigt med kunstig nedkøling.
Spillet bruger en bandybold og bandystave. Målmanden har ingen stav. Som i ishockey tager en kamp 60 minutter, men består af enten to halvege af 30 minutter eller tre af 20 minutter. Reglerne minder om dem i normal bandy, men de er simplere for at gøre spillet hurtigere. Checking er ikke tilladt, hvilket gør sporten sikrere end ishockey. Da den spilles på et mindre område er der færre spillere, normalt seks på hvert hold. I USA Rink Bandy League benytter man kun fem spillere på hvert hold, da deres baner er mindre.

## Eksterne links
- Officielle rinkbandyregler (på engelsk) Arkiveret 18. oktober 2011 hos  Wayback Machine
- Video fra den russiske rinkbandy cup